# '78 - Vai piano ma vinci
'78 - Vai piano ma vinci è un film documentario del 2016 diretto da Alice Filippi.
Il film ricostruisce i 76 giorni vissuti dal padre della regista, Pier Felice Filippi, 23enne campione di rally figlio di un industriale torinese, che nel 1978 venne rapito dalla 'ndrangheta.

## Trama
Primo rapimento nella provincia di Cuneo, a Mondovì. La città era sotto shock. Non si pensava che la ‘ndrangheta potesse arrivare in una tranquilla cittadina del Piemonte. I rapitori furono tutti arrestati; fu il più grande processo penale avvenuto a Mondovì. Nessuno credeva alla fuga tant’è che il giudice, in fase processuale, chiese a Pier Felice di dimostrare come riuscì a togliersi la catena.
Il 28 giugno 1978, Pier Felice Filippi viene rapito sotto la sua abitazione a Mondovì. La famiglia era già provata dalla morte del primogenito Giancarlo, 25enne, due anni prima, in un incidente stradale. Pier avrebbe dovuto sposarsi con la fidanzata Liliana il prossimo 23 luglio. Il giorno dopo il padre Giors raduna i suoi dipendenti e organizza squadrate da due. Si dividono e setacciano la zona.
Sono state ritrovate in un cassetto tutte le cassette con le registrazioni delle telefonate originali avvenute tra il padre e Roberto, il rapitore. Non si sapeva come muoversi. Ma si era fiduciosi, soprattutto nelle capacità del padre Giors Filippi, noto imprenditore, qualche cosa si sarebbe inventato. Pier è sempre rimasto lucido. Grazie alle sue doti di pilota di Rally, aveva seguito la strada fatta quella notte dai rapitori. Sapeva di essere vicino a Savona. Pier si è concentrato sull’unico senso rimastogli a disposizione: l’udito. Sentiva il rumore delle cicale, del vento, di un camping lì vicino. Attraverso i suoni è riuscito a ricostruire la mappa del suo carcere. In una lettera ha mandato un messaggio: I am near SV. I rapitori Erano professionisti del mestiere, appartenevano alla 'ndragheta con base in Liguria, a capo della famiglia Stefanelli. Maria Stefanelli, pentita e collaboratrice di giustizia, nipote del mandante del sequestro, racconta le dinamiche viste dagli occhi dei rapitori.
Furono scritti più di 300 articoli di giornale sul caso. Le ricerche continuavano. Giors si è affidato al Colonnello Schettino, e insieme trovarono una strada alternativa. Pier viene trasferito, la lettera che ha mandato adesso non conta più. Decide di volercela fare da solo. inizia a pianificare la fuga perfetta. Gli ostacoli erano tre: la catena legata ad un piede, la porta che chiudeva la sua stanza, la scala a molla. Pier studia il suo nemico e cerca conquistarsi la sua simpatia e la sua fiducia. Obiettivo: farsi lasciare la porta aperta. È estate, faceva caldo, almeno sarebbe circolata un po' d'aria, per entrambi. Ne studia il sonno: capisce che tra mezzanotte e le due è più profondo, poi sente ogni minimo rumore. Non lascia nulla al caso. Si fa preparare una camomilla, nella speranza che ne bevesse una tazza anche il suo carceriere.
12 settembre 1978. Una notte di luna piena, esattamente a due anni di distanza dall'anniversario della morte del fratello, Pier sente una forte energia, è la notte perfetta. Si sfila la catena, si mette i jeans al collo, il fruscio potrebbe svegliare il suo carceriere, si mette un gettone nelle mutande, potrebbe servigli per telefonare. Si trova faccia a faccia con il suo carceriere: "Che faccio , prendo la pistola o scendo giù dalla scala?" Fa un rapido calcolo: le pistole non le sa usare... "Scappo". "Vai piano ma vinci", è la frase che gli diceva sempre sua madre prima di un rally. Il rumore della scala a molla avrebbe potuto svegliare il suo carceriere. Pier trova il metodo per scaricare il peso sulla scala e lentissimamente scendere i gradini. Era ancora faccia a faccia con il suo rapitore. Ma non poteva avere fretta. Non appena il busto era sparito sotto la botola, allora lì è iniziata la corsa. Prima fuori dalla casa e poi verso la libertà. Il piano non era ancora finito. Pier avrebbe cercato una casa con i fili del telefono, avrebbe chiamato casa e poi i carabinieri. I carabinieri di Savona hanno seguito le sue istruzioni: "Venite subito in borghese senza far rumore e vi farò arrestare tutta la banda". Pier li riporta la stessa notte nel suo carcere ed insieme arrestano Aldo, il suo carceriere. poi, come una trappola per topi prenderanno tutta la banda.

## Produzione
Prodotto da Mowe Film.
Ha ottenuto dal MIBACT il riconoscimento di interesse culturale deliberato il 15 dicembre 2015 e il Doc Film Fund grazie alla Torino Film Commission.
La storia è raccontata dagli stessi protagonisti: il rapito, la fidanzata, gli amici, i carabinieri che hanno seguito le indagini, il carabiniere che ha arrestato i rapitori, gli avvocati e una pentita, nipote del boss della 'ndrangheta dell’epoca ed artefice del sequestro in questione.

## Distribuzione
Il film è stato presentato al 35° Torino Film Festival.